# Ronald Tavel
Ronald Tavel (* 17. Mai 1936 in Brooklyn; New York City; † 23. März 2009) war ein US-amerikanischer Schriftsteller, Bühnen- und Drehbuchautor.

## Biographie
Ende der 1950er Jahre reiste Tavel durch Nordafrika. Auf der Basis seiner Erfahrungen schrieb er von 1960 bis 1963 den 800-seitigen Roman Street of Stairs. Einige Auszüge aus diesem Manuskript wurden zunächst 1964/65 in der Chicago Review veröffentlicht; eine stark gekürzte Buchausgabe wurde 1968 von Maurice Girodias in New York herausgegeben. Der komplette Roman wurde bisher nicht gedruckt.
Bekannt wurde Tavel vor allem für seine Zusammenarbeit mit dem Multimedia-Pop-Art-Künstler Andy Warhol zwischen November 1964 und März 1967. Insgesamt schrieb Tavel in dieser Zeit 14 Drehbücher für Warhol-Filme (einschließlich der Sequenzen Their Town und Hanoi Hannah in Chelsea Girls). Zuvor hatte er bereits mit dem Independentfilmer Jack Smith gearbeitet, mit dem er eng befreundet war.
Von 1965 bis 1967 war Tavel der Bühnenautor für die Stücke des von ihm gegründeten Theater of the Ridiculous in New York. In den folgenden Jahren arbeitete er neben verschiedenen weiteren Theaterengagements auch mit Lee Strasberg in dessen Actors Studio zusammen. Seit Mitte der 80er-Jahre erteilte er als Lehrbeauftragter Kurse in Creative Writing an verschiedenen amerikanischen Universitäten.
Tavels Schaffen wurde deutlich vom Absurden Theater und der Camp-Ästhetik geprägt.
Er starb im März 2009 auf einem Flug von Berlin nach Bangkok.

## Romane
- Street of Stairs. Olympia Press, New York 1968.
  - deutsche Übersetzung: Stufen. Übersetzt von Otto Wilck. Olympia Press, Darmstadt 1969. (Neuauflage in überarbeiteter Fassung: Straße der Stufen. Männerschwarm-Verlag, Hamburg 2011, ISBN 978-3-86300-030-1.)

## Drehbücher
- Harlot (1964)
- Screen Test No. 1 (1965)
- Horse (1965)
- Vinyl (1965)
- The Life of Juanita Castro (1965)
- Poor Little Rich Girl (1965)
- Space (1965)
- Kitchen (1965)
- Screen Test (1965)
- Screen Test #2 (1965)
- Chelsea Girls (1966)
- Hedy (1966)
- Lupe (1966) (Szenario)
- Screen Test #3 (1966)
- Screen Test #4 (1966)
- Superboy (1966)